# Urso de Prata

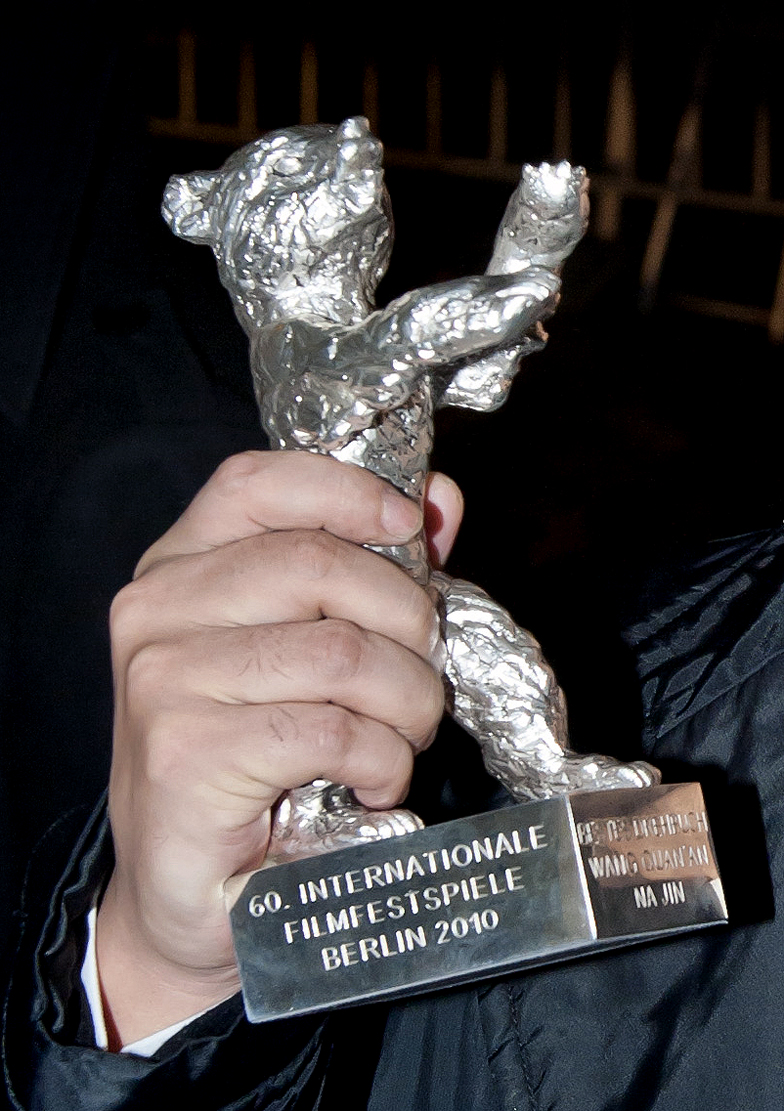
Urso de Prata.

O Urso de Prata é um prêmio entregue pelo Festival de Berlim desde 1951 dado em várias categorias.
Inclui o "Prêmio Especial do Júri", que pode ser considerado o "segundo melhor filme".
Atualmente suas categorias são:
- Melhor Diretor
- Melhor Ator
- Melhor Atriz
- Melhor Roteiro
- Melhor Curta-metragem
- Excelente Contribuição Artística
- Grand Prix do Júri ("Prêmio Especial do Júri")